# Felles
Felles ist eine Ortschaft und eine Katastralgemeinde der Gemeinde Kottes-Purk im Bezirk Zwettl in Niederösterreich mit 23 Einwohnern (Stand 1. Jänner 2025).

## Geografie
Die Rotte befindet sich südlich der Landesstraße L7186 und ist nur über Nebenstraßen zu erreichen. Im Westen erhebt sich der Reitriegel (824 m ü. A.) und im Süden fließt der Kroisbach am Ort vorüber. Durch Felles verläuft auch der Nord-Süd-Weitwanderweg.
Am 1. April 2020 umfasste die Ortschaft 7 Adressen.

## Siedlungsentwicklung
Zum Jahreswechsel 1979/1980 befanden sich in der Katastralgemeinde Felles insgesamt 8 Bauflächen mit 5.881 m², 1989/1990 gab es 8 Bauflächen. 1999/2000 war die Zahl der Bauflächen auf 16 angewachsen und 2009/2010 bestanden 19 Gebäude auf 30 Bauflächen.

## Geschichte
Weiskern nannte den Ort ein zur Herrschaft Prandhof zählendes Dorf im Amt Pötzles. Die Untertanen und Grundholde des Ortes gehörten der Herrschaft Stift Göttweig.
Laut Adressbuch von Österreich waren im Jahr 1938 in Felles zwei Landwirte mit Ab-Hof-Verkauf ansässig. Bis zur Konstituierung der Gemeinde Kottes-Purk war der Ort ein Teil der damaligen Gemeinde Reichpolds.
Der Ort wird spätestens 1302 zum ersten Mal schriftlich erwähnt und geht auf einen slawischen Althof zurück.
Im Eintrag der Josephinischen Fassion aus Jahre 1786/87 gab es im heutigen Ort 3 Häuser.
Im Jahr 1822 wurde der Ort als Dorf mit vier Häusern genannt, das nach Kottes eingepfarrt war, wohin auch die Kinder eingeschult wurden. Die Herrschaft Prandhof besaß die Ortsobrigkeit, besorgte die Konskription und übte die Landgerichtsbarkeit. Die Untertanen und Grundholde des Ortes gehörten der Herrschaft Prandhof.
Nach der Entstehung der Ortsgemeinden 1849 wurde der Ort eine Katastralgemeinde der Ortsgemeinde Reichpolds.
Laut Adressbuch von Österreich war im Jahr 1938 im Weiler Felles ein Landwirt mit Direktvertrieb ansässig.
Im Zuge der Niederösterreichischen Kommunalstrukturverbesserung wurde der Ort durch die Auflösung der Gemeinde Reichpolds am 1. Januar 1967 ein Teil der Gemeinde Kottes-Purk.

## Bodennutzung
Die Katastralgemeinde ist landwirtschaftlich geprägt. 86 Hektar wurden zum Jahreswechsel 1979/1980 landwirtschaftlich genutzt und 82 Hektar waren forstwirtschaftlich geführte Waldflächen. 1999/2000 wurde auf 83 Hektar Landwirtschaft betrieben und 85 Hektar waren als forstwirtschaftlich genutzte Flächen ausgewiesen. Ende 2018 waren 78 Hektar als landwirtschaftliche Flächen genutzt und Forstwirtschaft wurde auf 88 Hektar betrieben. Die durchschnittliche Bodenklimazahl von Felles beträgt 18,5 (Stand 2010).